# Mas rònec
Un mas rònec era un mas abandonat sobretot arran de la crisi demogràfica dels segles xiv i xv. Aquests masos, tal com reconeix una clàusula addicional de la Sentència de Guadalupe, pogueren engruixir el patrimoni dels masos més importants del terme pobletà. Han estat excavats diversos masos rònecs a Vilosiu, Creu de Pedra i Tavertet.